# Bonetogastrura nivalis
Bonetogastrura nivalis is een springstaartensoort uit de familie van de Hypogastruridae. De wetenschappelijke naam van de soort is voor het eerst geldig gepubliceerd in 1973 door Martynova.